# Goyapriset för bästa regi
Goyapriset för bästa regi (spanska Premio Goya a la mejor director) är en priskategori för Goya, det största filmpris som delas ut i Spanien.
Listan visar den vinnande filmen i fet stil, följt av de nominerade filmerna.

## 1980-talet
- 1987 El viaje a ninguna parte - Fernando Fernán Gómez
  - Lulú de noche - Emilio Martínez Lázaro
  - Werther - Pilar Miró

- 1988 Asignatura aprobada - José Luis Garci
  - Angustia - Bigas Luna
  - El Lute: camina o revienta - Vicente Aranda

- 1989 Remando al viento - Gonzalo Suárez
  - Berlín Blues - Ricardo Franco
  - Diario de invierno - Francisco Regueiro
  - Espérame en el cielo - Antonio Mercero
  - Kvinnor på gränsen till nervsammanbrott (Mujeres al borde de un ataque de nervios) - Pedro Almodóvar

## 1990-talet
- 1990 El sueño del mono loco - Fernando Trueba
  - Esquilache - Josefina Molina
  - El mar y el tiempo - Fernando Fernán Gómez
  - El niño de la luna - Agustí Villaronga
  - Si te dicen que caí - Vicente Aranda

- 1991 ¡Ay, Carmela! - Carlos Saura
  - Las cartas de Alou - Montxo Armendáriz
  - Bind mig, älska mig (Átame) - Pedro Almodóvar

- 1992 Amantes - Vicente Aranda
  - Beltenebros - Pilar Miró
  - El rey pasmado - Imanol Uribe

- 1993 Belle Époque - Fernando Trueba
  - Jamón, jamón - Bigas Luna
  - El maestro de esgrima - Pedro Olea

- 1994 Todos a la cárcel - Luis García Berlanga
  - Intruso - Vicente Aranda
  - La madre muerta - Juanma Bajo Ulloa

- 1995 Días contados - Imanol Uribe
  - Canción de cuna - José Luis Garci
  - La pasión turca - Vicente Aranda

- 1996 El día de la Bestia - Álex de la Iglesia
  - Boca a boca - Manuel Gómez Pereira
  - Min hemlighets blomma (La flor de mi secreto) - Pedro Almodóvar

- 1997 El perro del hortelano - Pilar Miró
  - Bwana - Imanol Uribe
  - Tierra - Julio Medem

- 1998 La buena estrella - Ricardo Franco
  - Martín (Hache) - Adolfo Aristarain
  - Secretos del corazón - Montxo Armendáriz

- 1999 Barrio - Fernando León de Aranoa
  - Abre los ojos - Alejandro Amenábar
  - El abuelo - José Luis Garci
  - La niña de tus ojos - Fernando Trueba

## 2000-talet
- 2000 Allt om min mamma (Todo sobre mi madre) - Pedro Almodóvar
  - Cuando vuelvas a mi lado - Gracia Querejeta
  - La lengua de las mariposas - José Luis Cuerda
  - Solas - Benito Zambrano

- 2001 Leo - José Luis Borau
  - Kisses for Everyone (Besos para todos) - Jaime Chávarri
  - La comunidad - Álex de la Iglesia
  - You're the One (Una historia de entonces) - José Luis Garci

- 2002 The Others - Alejandro Amenábar
  - Juana la Loca - Vicente Aranda
  - Lucía y el sexo - Julio Medem
  - Sin noticias de Dios - Agustín Díaz Yanes

- 2003 Måndagar i solen (Los lunes al sol) - Fernando León de Aranoa
  - En la ciudad sin límites - Antonio Hernández
  - Tala med henne (Hable con ella) - Pedro Almodóvar
  - El otro lado de la cama - Emilio Martínez Lázaro

- 2004 Ta mina ögon (Te doy mis ojos) - Icíar Bollaín
  - En la ciudad - Cesc Gay
  - Mitt liv utan mig (Mi vida sin mí) - Isabel Coixet
  - Soldados de Salamina - David Trueba

- 2005 Gråta med ett leende (Mar adentro) - Alejandro Amenábar
  - Dålig uppfostran (La mala educación) - Pedro Almodóvar
  - Roma - Adolfo Aristarain
  - The Seventh Day (El séptimo día) - Carlos Saura

- 2006 The Secret Life of Words (La vida secreta de las palabras) - Isabel Coixet
  - 7 Virgins (7 vírgenes) - Alberto Rodríguez
  - Habana Blues - Benito Zambrano
  - Obaba - Montxo Armendáriz

- 2007 Att återvända (Volver) - Pedro Almodóvar
  - Alatriste - Agustín Díaz Yanes
  - Pans labyrint (El laberinto del fauno) - Guillermo del Toro
  - Salvador - Manuel Huerga

- 2008 La Soledad - Jaime Rosales
  - Mataharis - Icíar Bollaín
  - Las 13 Rosas - Emilio Martínez Lázaro
  - Seven Billiard Tables (Siete mesas de billar francés) - Gracia Querejeta

- 2009 Camino - Javier Fesser
  - Los girasoles ciegos - José Luis Cuerda
  - Sólo quiero caminar - Agustín Díaz
  - The Oxford Murders - Álex de la Iglesia

## 2010-talet
- 2010 Cell 211 - Daniel Monzón
  - Hemligheten i deras ögon (El secreto de sus ojos) - Juan José Campanella
  - Agora - Alejandro Amenábar
  - Fernando Trueba - Gracia Querejeta

- 2011 Pa negre - Agustí Villaronga
  - Buried - Rodrigo Cortés
  - Balada triste de trompeta - Álex de la Iglesia
  - Till och med regnet (También la lluvia) - Icíar Bollaín

- 2012 No habrá paz para los malvados - Enrique Urbizu
  - The Skin I Live In (La piel que habito) - Pedro Almodóvar
  - Blackthorn - Mateo Gil
  - La voz dormida - Benito Zambrano

- 2013 The Impossible - Juan Antonio Bayona
  - Blancanieves (La piel que habito) - Pablo Berger
  - Unit 7 (Grupo 7) - Alberto Rodríguez Librero
  - El artista y la modelo - Fernando Trueba

- 2014 Living Is Easy with Eyes Closed (Vivir es fácil con los ojos cerrados) - David Trueba
  - 15 años y un día - Gracia Querejeta
  - Caníbal - Manuel Martín Cuenca
  - La gran familia española - Daniel Sánchez Arévalo

- 2015 Marshland (La isla mínima) - Alberto Rodríguez Librero
  - El Niño - Daniel Monzón
  - Magical Girl - Carlos Vermut
  - Wild Tales - Damián Szifron

- 2016 Vänner för livet (Truman) - Cesc Gay
  - La novia - Paula Ortiz
  - Nadie quiere la noche - Isabel Coixet
  - A Perfect Day - Fernando León de Aranoa

- 2017 Sju minuter efter midnatt (A Monster Calls) - Juan Antonio Bayona
  - Julieta - Pedro Almodóvar
  - En man med tusen ansikten (El hombre de las mil caras) - Alberto Rodríguez Librero
  - Dödens apostel (Que Dios nos perdone) - Rodrigo Sorogoyen

- 2018 The Bookshop - Isabel Coixet
  - Jätten från Altzo (Handia) - Aitor Arregi Galdos och Jon Garaño
  - Författaren (El autor) - Manuel Martín Cuenca
  - Verónica - Paco Plaza

- 2019 El reino - Rodrigo Sorogoyen
  - Campeones (La piel que habito) - Javier Fesser
  - Entre dos aguas - Isaki Lacuesta
  - Alla vet (Todos lo saben) - Asghar Farhadi

## 2020-talet
- 2020 Smärta och ära (Dolor y gloria) - Pedro Almodóvar
  - While at War (Mientras dure la guerra) - Alejandro Amenábar
  - Den ändlösa skyttegraven (La trinchera infinita) - Jon Garaño, Aitor Arregi Galdos och José Mari Goenaga
  - Fire Will Come (O que arde) - Oliver Laxe

- 2021 Adú - Salvador Calvo
  - Baby - Juanma Bajo Ulloa
  - Rosa's Wedding (La boda de Rosa) - Icíar Bollaín
  - It Snows in Benidorm - Isabel Coixet

- 2022 Världens bästa chef (El buen patrón) - Fernando León de Aranoa
  - La hija - Manuel Martín Cuenca
  - Maixabel (La boda de Rosa) - Icíar Bollaín
  - Parallella mödrar (Madres paralelas) - Pedro Almodóvar

- 2023 The Beasts (As bestas) - Rodrigo Sorogoyen
  - En persikolund i Katalonien (Alcarràs) - Carla Simón
  - La maternal - Pilar Palomero
  - Mantícora - Carlos Vermut
  - Prison 77 (Modelo 77) - Alberto Rodríguez Librero